# Јужни Синај (гувернорат)
Јужни Синај је један од 27 гувернората Египта. Заузима површину од 33.140 km². Према попису становништва из 2006. у гувернорату је живело 149.335 становника. Главни град је Ет Тур.

## Становништво
| 2006.   | 2012. (процена) |
| ------- | --------------- |
| 149.335 | 159.000         |